# Les Énigmes de l'Univers (Haeckel)
Pour l’article homonyme, voir Les Énigmes de l'Univers.
Les Énigmes de l'Univers est un ouvrage de synthèse et de vulgarisation scientifique à caractère philosophique écrit et publié par Ernst Haeckel tout à la fin du XIXe siècle, en 1899. Cet ouvrage, traduit et paru en 1902 en France, contribua à la notoriété de Haeckel dans ce pays ainsi qu'à la diffusion des thèses du « monisme allemand » en Europe.
Le titre du livre renvoie à une expression d'Emil du Bois-Reymond qu'il emploie pour la première fois lors d'un fameux discours à l'académie royale des sciences de Prusse. Du Bois-Reymond considérait qu'il y avait sept énigmes concernant le monde que la science ne pouvait a priori résoudre, quel que soit son degré de développement à venir. Les Énigmes de l'Univers est une forme de réponse à ce discours. Haeckel y exprime son désaccord avec l'idée de limitations fixées à la connaissance, tout en reconnaissant lui-même l'existence persistante d'une énigme fondamentale concernant la réalité tout entière : le problème de la substance de l'Univers.

## Optimisme scientifique
Dans la préface des Énigmes de l'Univers, Haeckel présente l'objectif de ses recherches : évaluer les résultats scientifiques en cette fin du XIXe siècle au regard des questions fondamentales. Haeckel déclare ainsi :
 « Les recherches relatives aux énigmes de l'Univers, que je publie ici, [...] s'efforcent de répondre à cette question : dans quelle mesure nous sommes-nous actuellement rapprochés de la solution de ces énigmes ? A quel point sommes-nous réellement parvenus dans la connaissance de la vérité, à la fin du XIXe siècle ? Et quel progrès vers ce but indéfiniment éloigné avons-nous réellement accompli au cours du siècle qui s'achève ? » (Italiques dans le texte.)
C'est dans une perspective positiviste – hostile à la théologie et à la métaphysique –  que Haeckel tente alors d'évaluer les derniers développements scientifiques, considérant que la théorie de l'évolution en particulier a profondément remis en cause certaines conceptions théologiques et philosophiques jusque-là dominantes. Pour Haeckel, le progrès continu dans la connaissance scientifique de la nature s'accompagne inévitablement d'un renversement des dogmes religieux et d'un recul des explications métaphysiques du monde. Ce recul a lieu à chaque fois que se réalise l'avancée des certitudes « positives » (au sens positiviste) issues de l'observation et des sciences expérimentales. 
Le nombre des énigmes de l'Univers se réduit ainsi avec le progrès scientifique, et la science évacue progressivement la métaphysique du domaine de la connaissance rationnelle. Pour Haeckel, les conquêtes de la science sur la métaphysique sont définitives.

## Monisme
Haeckel se réclame du monisme tout au long de son œuvre, et dans Les Enigmes de l'Univers en particulier. Le monisme désigne généralement la doctrine de l'unité indivisible de l’Être opposée en particulier au dualisme, qui postule qu'il est composé de deux substances, la matière et l'esprit. Chez Haeckel, le monisme désigne plus spécifiquement la nouvelle philosophie chargée de rendre compte d'un monde dont la représentation venait d'être profondément modifiée par les acquis des « nouvelles sciences de la nature ». Cette philosophie affirme la continuité de l’Être à tous les niveaux et l'unité fondamentale de la nature organique et de la nature inorganique. Elle abolit les frontières traditionnellement installées entre le végétal et l'animal, ou encore entre l'animal et l'humain, et rend indissociables l'esprit et la matière.
Sur le plan gnoséologique, le monisme interdit logiquement de dissocier les sciences de la nature et les sciences de l'esprit, et la science tout entière doit apparaître comme un édifice certes différencié mais solidaire. 
Dans les Énigmes de l'Univers, et contrairement à ses ouvrages précédents, Haeckel parle indifféremment de « philosophie moniste » et de « religion moniste ». Ainsi, la « loi cosmologique fondamentale » ou « loi de substance » (loi scientifique de la conservation de la substance) doit permettre des développements cohérents dans les domaines de la philosophie et de la religion, qu'elle tend à unifier sous son autorité.

## Loi de substance
La « loi de conservation de la substance » ou « loi de substance » est au fondement de la doctrine moniste exposée dans Les Énigmes de l'Univers. Cette « loi » réalise la synthèse de la loi physique de la conservation de l'énergie et de la loi chimique de la conservation de la matière. D'après la première, l'énergie dans le monde constitue une quantité constante, tandis que pour la seconde, c'est la quantité de matière qui demeure à travers ses multiples transformations.
La loi de substance fournit pour Haeckel le principe d'une explication matérialiste de l'Univers, même s'il reconnaît encore comme une « énigme » le problème obscur de l'union de la matière proprement dite et de la force. Cette loi permet d'exclure la métaphysique du champ de la connaissance et d'élaborer une physique universelle qui, désormais, ne rencontre plus d'opposition à son application en dehors du domaine du vivant. Celui-ci présente encore un reliquat de mystère attaché à la distinction inanimé/animé (distinction qui recoupe chez Haeckel celle de la matière et de la force), mais ce mystère, lui aussi, est destiné un jour à être éclairci.

## Pyknotique
La pyknotique (ou pycnotique, du grec πυκνος qui veut dire « dense ») est la théorie de la substance développée par Johann Gustav Vogt et reprise par Haeckel dans Les Énigmes de l'Univers selon laquelle la force originelle du cosmos consiste dans la « condensation » d'une substance unique emplissant l'infini de l'espace, lequel ne comporterait ainsi aucune région vide. Cette condensation se serait produite autour de minuscules centres de densité et de volume variables. Ces points de condensation matérielle, loin d'être inanimés comme dans la théorie « kinétique », possèdent le mouvement et la sensation sous forme de tendance, à l'image de ce qu'étaient chez Empédocle l'amour et la haine des éléments. Il se meuvent non pas dans le vide – puisque le vide n'existe pas selon cette théorie – mais dans la matière subtile non condensée, désignée par Haeckel et ses contemporains sous le terme d'« éther », ou de « matière impondérable » (matière dont le poids et la masse sont nuls ou insignifiants). Par le fait d'une sorte de perturbation, les points de condensation se rencontrent pour former des masses de centres de condensation qui s'agrègent entre elles pour former elles-mêmes des agrégats de matière pondérale (matière pesante).
Haeckel voit dans cette théorie un principe fondamental et général de l'Univers applicable également aux phénomènes du vivant :
 « La conséquence de cette séparation entre la masse et l'éther est  une lutte sans trêve entre ces deux parties antagonistes de la substance et cette lutte est la cause de tous les processus physiques. La masse positive, véhicule du sentiment de plaisir, s'efforce toujours davantage de compléter le processus de condensation commencé et réunit les plus hautes valeurs d'énergie potentielle ; l'éther négatif, au contraire, s'oppose dans la même proportion à toute élévation de sa tension et du sentiment de déplaisir qui y est attaché ; il réunit les plus hautes valeurs d'énergie actuelle. »
Ainsi, la réalité tout entière consiste en des condensations variables de la même substance. Cette substance étant régie à la fois par la « force » et par l'« énergie de condensation », sa condensation produit le plaisir, et sa tension, le déplaisir.

## Sources
- Patrick Tort (dir.), Dictionnaire du darwinisme et de l'évolution, PUF, 1992 (trois tomes).